# Spherillo ruficornis
Spherillo ruficornis är en kräftdjursart som först beskrevs av Gustav Budde-Lund 1885.  Spherillo ruficornis ingår i släktet Spherillo och familjen Armadillidae. Inga underarter finns listade i Catalogue of Life.